# Nová Role
Nová Role (německy Neurohlau) je město v okrese Karlovy Vary v Karlovarském kraji. Sídlo bylo založeno ve 13. století jako Nowa Raluna. Až do roku 1946 zde žili především němečtí obyvatelé. Osada se rozrůstala jen velmi pomalu. V souvislosti s rozvojem těžby a zpracováním kaolinu a hnědého uhlí ale prodělala ve 20. století rychlý vývoj, který vyústil v povýšení na město v roce 1964. Jedná se o jedno z nejmladších měst v České republice. Ve městě žije přibližně 4 300 obyvatel.

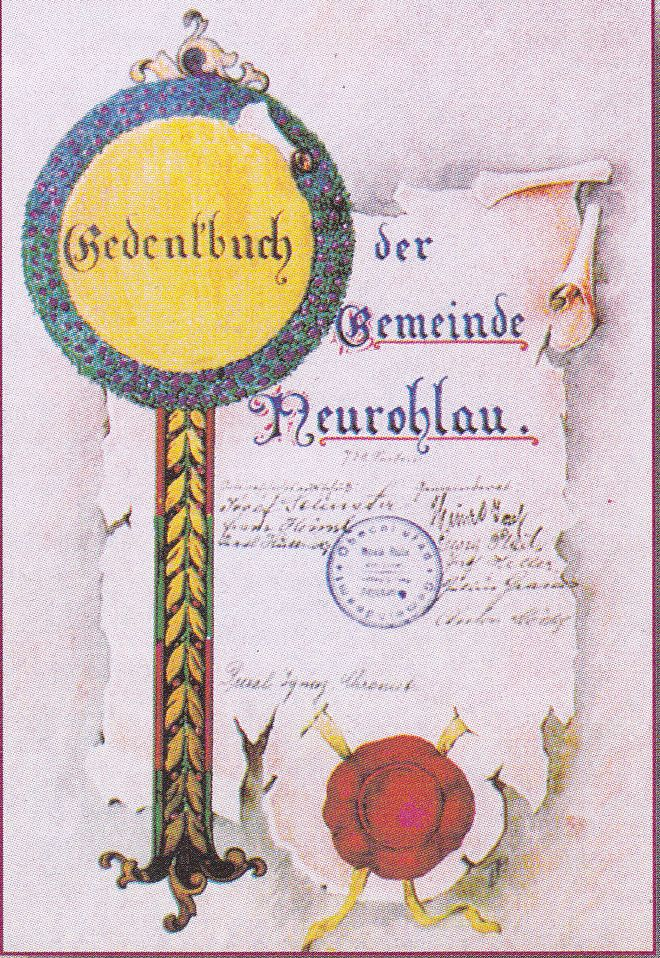
Úvodní strana staré novorolské kroniky s pečetí

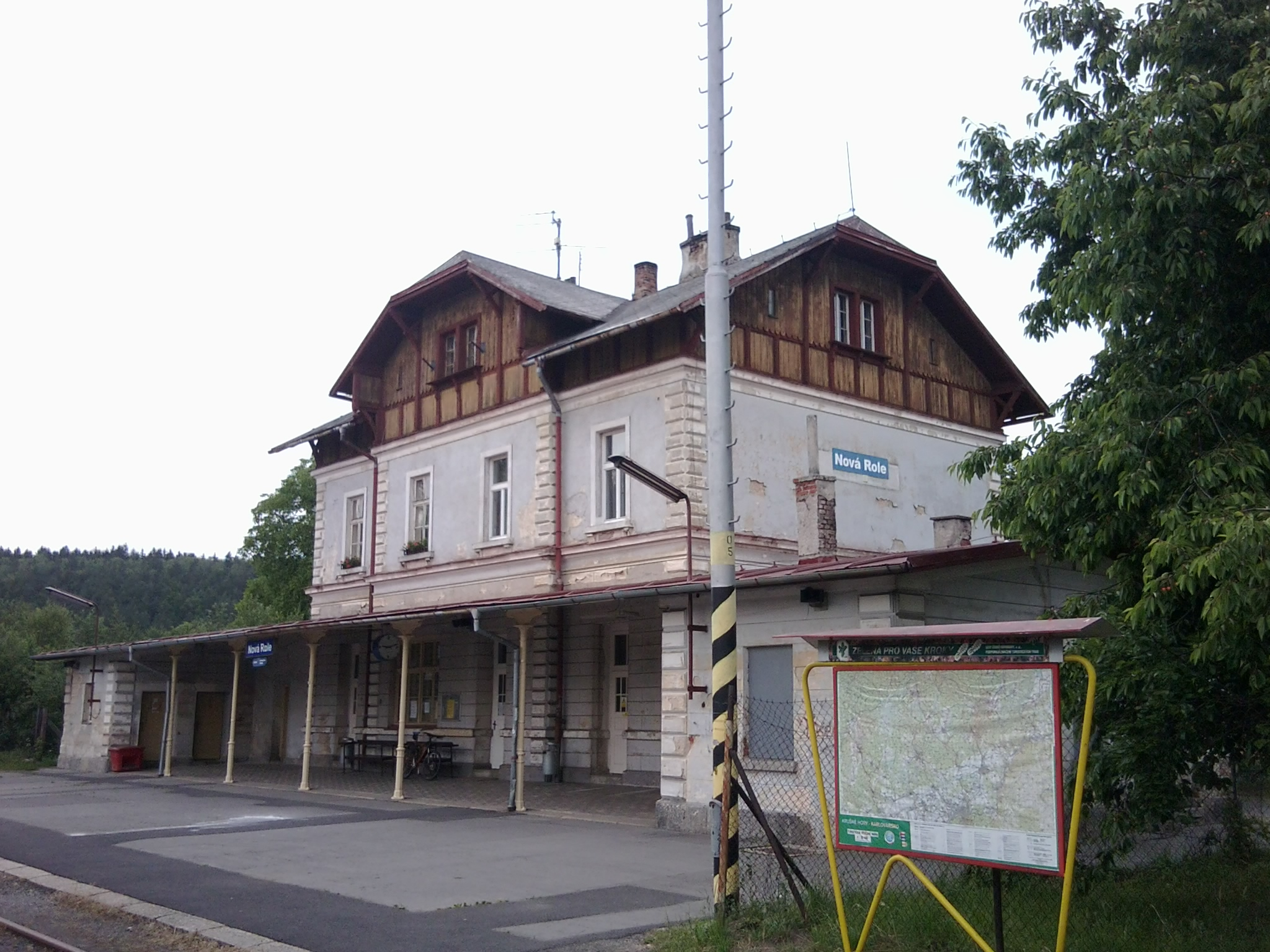
Secesní nádraží v Nové Roli, stav k roku 2012

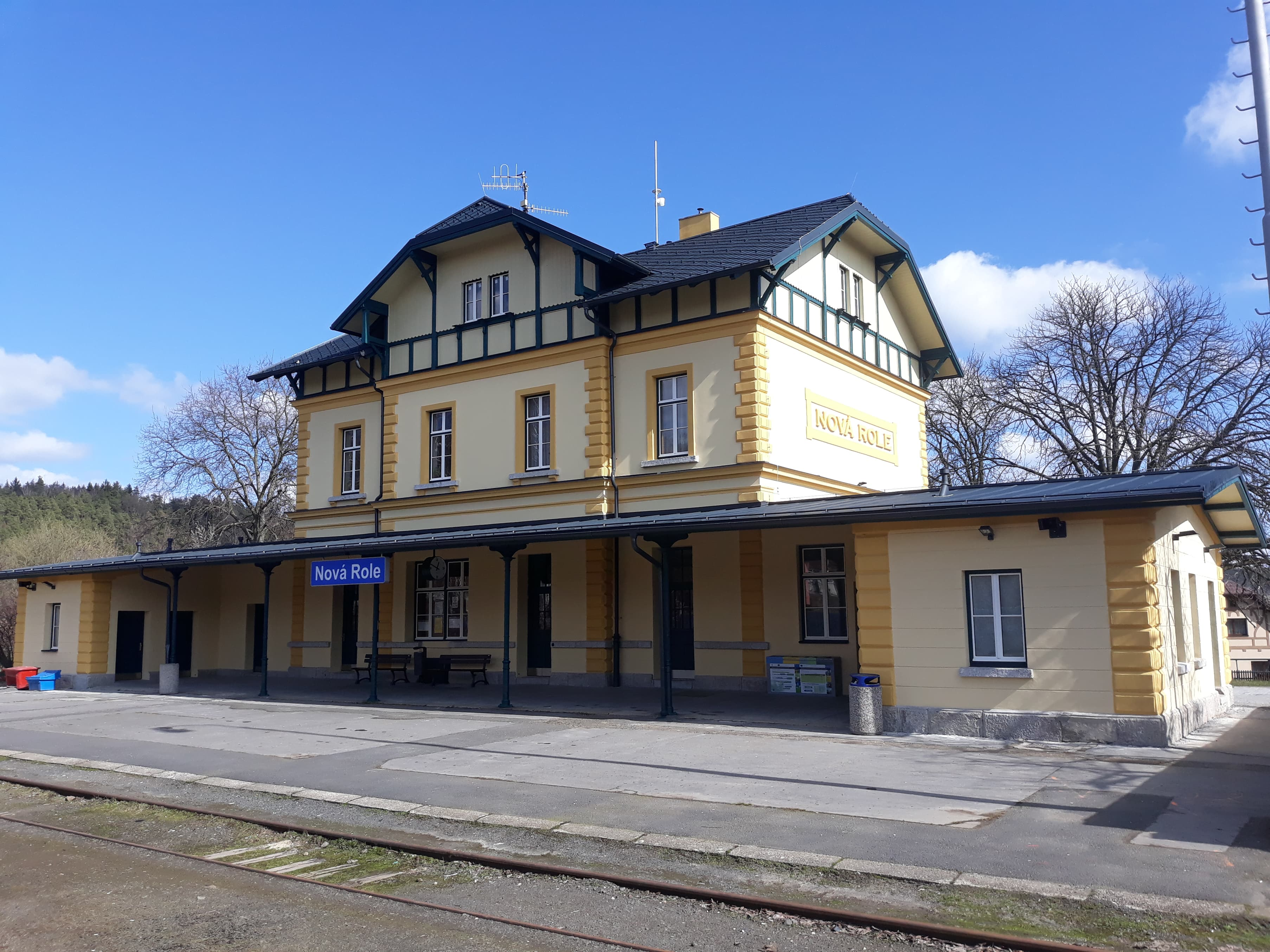
Vlakové nádraží v roce 2020 (po renovaci)

## Historie

### Počátky
Název má pravděpodobný původ od staroslovanského rola – zemědělsky obdělaná půda. Počátky osídlení spadají do období příchodu Slovanů na naše území. Do zdejší oblasti se Slované dostali asi v 7. století. Centrem osídlení v této oblasti se stalo hradiště v dnešním Sedlci u Karlových Varů. Obyvatelé, kteří osídlili horní tok Rolavy a vyšší polohy Krušných hor, zde objevili naleziště cínu, stříbra a železné rudy, která byla po celý středověk hojně využívána.

### Středověk
Nejstarší dochovaná písemná zmínka o Novorolsku pochází z let 1240–1255 a váže se ke kostelu svatého Michaela. Z jeho původní podoby se dochovaly zbytky kamenného zdiva, kostel jako takový prošel později barokní rekonstrukcí. Neví se však, kdo nechal kostelík postavit. První zmínka o majiteli je z roku 1278, kdy jej převzal církevní řád Křižovníků s červenou hvězdou. Koncem 13. století příslušel k faře v Sedlci.
První písemný záznam o Nové Roli jakožto o obci je z roku 1293, čímž se jedná o sedmé nejstarší sídlo Karlovarska. V tomto období probíhala rozsáhlá německá kolonizace českých příhraničních oblastí. Původní obyvatelé osadu nejprve nazývali Nowa Raluna, od roku 1355 Rolaw, od 1412 Rolau, od 1523 Neu Rolaw, od 1553 Nowa Rola, od 1785 Neu Rohle, od 1847 Neu Rohlau, od 1854 Rolava nova a nakonec od roku 1923 Nová Role (německy Neurohlau). Koncem 13. století procházela Novou Rolí obchodní cesta vedoucí z Lokte přes Chodov, Novou Roli, Nejdek a dále do Saska. Touto cestou přišli do Nové Role první němečtí kolonisté a to kolem roku 1300. Ti se obrátili na českého panovníka a domohli se za své zásluhy o dolování cínu v Hamrech (v údolí Rolavy nad Novou Rolí), Mezirolí a Nejdku přidělení Nové Role do své správy. Do roku 1310 byla ves lenním majetkem českého krále. Od té doby nastává poměrně časté střídání majitelů. Mezi léty 1310 a 1335 byl pánem této oblasti Konrád Plick. Od roku 1554 do velkého vyvlastňování majetku stoupenců povstání proti císaři roku 1622 náležela obec do panství Šliků. V letech 1622–1848 byla v majetku Nosticů.

### Novověk
V 16. století došlo k dvojí změně víry v této oblasti. Pod vlivem další migrace Němců z protestantského Saska došlo k přestupu větší části obyvatelstva na luteránskou víru. Koncem 16. století se většina obyvatel vrátila ke katolictví.
Třicetiletá válka měla na Novou Roli velmi neblahý vliv. Došlo k úpadku hornictví, především téměř ustalo kutání cínu a stříbra. To se projevilo dočasným zchudnutím obyvatelstva a zhoršením životních podmínek. Časté drancování procházejících vojáků situaci ještě podstatně zhoršovalo. V roce 1626 došlo na Loketsku k nové rekatolizaci a ti obyvatelé, kteří nechtěli přestoupit na katolickou víru, museli opustit zemi. Po stránce národnostní zůstalo Karlovarsko téměř ryze německé. Roku 1647 zažili obyvatelé Nové Role poslední švédské tažení v Čechách, které se jako obvykle neobešlo bez drancování a zabavování majetku. Konec 17. a první polovina 18. století znamenalo období relativního klidu, kdy místní obyvatelstvo trýznily „jen“ občasné hladomory. Mezi léty 1757 a 1763 zažila zdejší oblast několik srážek právě probíhající sedmileté války. K poslednímu většímu hladomoru došlo v roce 1771 a to především díky nepříznivému počasí, které zničilo úrodu ve zdejší oblasti.
Konec 18. století přinesl několik změn, které měly zásadní význam pro další vývoj v celé oblasti. Ve velkém se začala pěstovat nová potravina – brambory. Díky nim zdejší oblast již nezažila žádný velký hladomor. V roce 1781 došlo ke zrušení nevolnictví a vydání tolerančního patentu. Začal se rozvíjet průmysl, zprvu především formou domácké či manufakturní výroby (tkalcovství, řezbářství, košíkářství atd.). Na Karlovarsku se obnovilo hornictví, ovšem již ne kutání stříbra a cínu, ale otevřely se první doly na hnědé uhlí a při té příležitosti byl objeven jakostní kaolín. Zanedlouho poté se rozvinul průmysl na výrobu porcelánu, v němž region dominuje do dnešních dnů.

### 19. století
Zpráva o Nové Roli pocházející z roku 1847 praví, že zde bylo 50 domů s 280 obyvateli. Pod správu novorolské fary spadaly v tu dobu vesnice Jimlíkov a Božičany. V obci byla fara, kostel a škola pod patronací vrchnosti, dále hostinec a 2 mlýny. Jeden z mlýnů byl o něco později přebudován na kaolínový mlýn a plavírnu kaolínu. V té době byl otevřen kaolínový důl u Nové Role. Ten později přešel pod firmu „Osmosa“ sídlící v Božičanech, která za čas těžbu zrušila. Jistý Anton Fischer, bývalý majitel tohoto dolu, zde zmodernizoval mlýn a zvětšil cihelnu. Kromě normálních cihel se vyráběly i cihly bílé určené pro stavbu pecí na výpal porcelánu. Bylo zde ještě několik dalších podniků, např. brusírna na mletí dřeva v osadě Hamry. Koncem 19. století bylo více než 50 obyvatel obce zaměstnáno v některém zdejším průmyslovém podniku.
Další velkou pracovní příležitostí v této době bylo budování železnic. V roce 1881 zde byla zprovozněna trať Chodov – Nová Role – Nejdek a deset let nato přípojka z Karlových Varů do Nové Role. Po zavedení železniční přepravy bylo započato s intenzivní těžbou dřeva v okolních lesích. Dřevo bylo expedováno předně do Vídně, ale i do západoevropských států. Mnoho zdejších obyvatel tak získalo možnost stálého výdělku. Tím došlo k významné konjunktuře, což se projevilo i vzrůstem počtu obyvatel.

### 20. století
Někdy na přelomu 19. a 20. století došlo k vybudování Novorolského rybníka.
Konjunktura trvala s menšími výkyvy až do vypuknutí první světové války. Jiný než válečný průmysl v letech bojů prodělával značný úpadek. Tím klesala možnost výdělků. Nastalo období značného zhoršení sociálního postavení obyvatelstva, které ostatně provází téměř každou válku. Již v roce 1914 je v Nové Roli v místní škole zřízen vojenský lazaret. Z krutých válečných let byla nejhorší zima 1917–1918. Lidé umírali zimou a hladem. Rozšířila se epidemie španělské chřipky. Docházelo i k hojným krádežím, nejčastěji brambor přímo z polí. Lidé podobně jako za třicetileté války začali obouvat domácky vyrobené dřeváky.

#### První republika
Dne 28. října 1918 vzniklo nezávislé Československo. Avšak o dva dny později Němci proklamovali svoji nezávislost v celém českém pohraničí, Karlovarsko a tím i Novorolsko z toho nevyjímaje. Teprve koncem roku dosazovali jednotlivé resorty do státních úřadů české vedoucí pracovníky. V samotné Nové Roli byla situace ještě složitější. Dlouho zde zastával funkci přednosty železniční stanice starý německý baron Muller, který byl u zdejších obyvatel velmi oblíben. Po jmenování nového českého přednosty se tomu místní Němci vzepřeli a vynutili si jmenování nového přednosty, ovšem německé národnosti. V německých rukou zůstaly kromě toho ještě škola, pošta, spořitelna, četnická stanice i obchody. Například předání školy pod české vedení trvalo více než 15 let. V té době bylo v Nové Roli 7 hostinců, 3 obchody se smíšeným zbožím, 5 krupařství (krámky se základními potravinami, kde se prodávalo oknem), 2 krejčovství, 2 obuvnictví a 2 řeznictví. K roku 1935 jsou pak uváděny ještě živnosti: 2 kováři, 1 malíř pokojů, 1 elektroinstalatér a 2 trafikanti. Část z nich byla však zadlužena a musela jít do dražby. 38 obyvatel pracovalo jako rolníci, někteří to měli jako vedlejší činnost.
Po roce 1918 bylo hlavním zdrojem obživy místních obyvatel zaměstnání v blízkých uhelných dolech, přádelně v Nejdku a porcelánkách v Chodově a Božičanech. Velkou pracovní příležitostí pro místní obyvatele se stala výstavba místní porcelánky dokončené roku 1921. Zakladatelem byla akciová společnost Keramické závody se sídlem v Karlových Varech. Po počátečních neúspěších se začalo v porcelánce vyrábět jen zboží prvotřídní kvality podobné německému Rosenthalu a závod počal rychle prosperovat. V továrně byla zavedena tuhá kázeň a vysoké nároky na kvalitu práce. Porcelánka „Bohemia“ se brzo stala nejlepší porcelánkou na Karlovarsku.
Během krize 1929–1933 stagnovala i výroba porcelánu. Před hospodářskou krizí zaměstnávala továrna okolo 450 zaměstnanců, přičemž většina z nich dojížděla z okolních měst a obcí. Části zaměstnanců bylo dovoleno trvale se v Nové Roli usadit, neboť jim byl poskytnut úvěr při stavbě vlastních rodinných domků (jedná se o domy v dnešní Jiráskově ulici). Někteří z nich během krize o své domy přišli. V roce 1933 byla část zaměstnanců pro naprostý nedostatek práce načas propouštěna ze zaměstnání a po jisté době znovu přijímána, bez zachování nároků z předchozího pracovního poměru.
O tom, že Nová Role byla obcí téměř výlučně německou svědčí i výsledky voleb. Například roku 1935 zde Sudetoněmecká domovská fronta (Sudetendeutsche Heimatfront, později Sudetendeutsche partei) získala 376 hlasů z 642 možných následována DSAP (sociální demokraté) se 190 hlasy. Komunisté získali 40 hlasů a Svaz zemědělců 36. V roce 1935 vznikla česká obecná škola s 1 třídou německou. 1.–10. října 1938 Němci připojili k Německu tzv. Sudety, jejichž součástí Novorolsko bylo. Všichni čeští obyvatelé se museli vystěhovat do vnitrozemí Celkem se jednalo o 28 rodin.

#### Druhá světová válka
V září 1939 vypukla válka a hned záhy se projevil nedostatek pracovních sil. To se mělo vyřešit zapojováním válečných zajatců různých národností do pracovního nasazení pro Říši. Roku 1942 byl v Nové Roli vybudován koncentrační tábor, pobočka tábora Ravensbrück a později Flossenbürg. Byly zde vězněny převážně ženy národnosti ruské, polské, české, jugoslávské, belgické, ale i německé. Počet vězeňkyň byl zprvu 300, později okolo 600 a nakonec více než 1000. Porcelánka, ve které ženy pracovaly, vyráběla v této době kromě svých tradičních výrobků i některé součástky do letadel pro firmu Messerschmitt. Tragicky skončila válka pro velkou část zajatců tohoto tábora. V posledních dnech dubna 1945 byl z Nové Role vypraven pochod smrti zbývajících vězňů směrem na Doubí, Toužim a dále na jih. Některým vězňům se podařilo zachránit útěkem, většina však cestou zahynula. V mnoha obcích jsou dnes památníčky obětí těchto pochodů, kterých procházelo Karlovarskem koncem války několik.

#### 1945–1989
11. května 1945 byla Nová Role obsazena Sovětskou armádou, jež v této oblasti už na konci dubna vysadila paradesantní jednotku, která zde provedla několik bojových akcí. Od konce května byl bývalý koncentrační tábor převeden do role zcela opačné. Byli zde zadržováni pochytaní příslušníci SS, funkcionáři NSDAP a SA v počtu asi 700 lidí. Ještě v roce 1946 bývalý „koncentrák“ sloužil jako sběrný tábor pro odsun Němců. V prvních měsících po válce zastávali Němci všechny významné posty v místních úřadech a i ve zdejší porcelánce. Na výzvu vlády však přišli do Nové Role první Češi. Jednalo se však o proces dosti pomalý, a tak první čeští zemědělci obsazují usedlosti až v listopadu 1945. Koncem února 1946 začal odsun Němců. Němečtí specialisté místní porcelánky byli na žádost vedení závodu z odsunu přechodně osvobozeni, aby byl zajištěn řádný chod porcelánky. Dobrovolně odcházeli do Německa i někteří němečtí antifašisté. V červenci 1946 nastupuje do porcelánky 40 nových pracovních sil, mladých českých chlapců a děvčat, kteří se v pozdějších letech stávají jádrem továrny. V tomto období jsou také obnoveny některé starší instituce z doby 1. republiky a zakládány instituce nové, např. obecní knihovna. K 1. lednu 1947 v Nové Roli převažovala již česká národnost.
V poměrně krátké době došlo k znovuzalidnění celé oblasti. A začal rozvoj, který měl zcela změnit tvářnost Nové Role. V roce 1948 byl zřízen místní veřejný rozhlas. O rok později započala adaptace domu čp. 43 na kulturní dům. V té době započala éra „socializace vesnice“. Začátkem roku 1950 založili zdejší zemědělci JZD, které se během několika málo let stalo jedním z nejúspěšnějších v okrese. V roce 1953 byla zahájena přestavba porcelánky, která se tímto stala největší v republice.
Zásadní změnu přineslo však jaro 1957, kdy bylo přikročeno k vyměřování areálu budoucího prvního sídliště. Vlastní výstavba byla zahájena dne 4. září 1958. Začal velký stavební ruch. Koncem roku 1960 předali stavbaři do používání prvních 12 panelových domů s 349 bytovými jednotkami. Do provozu byla dána nová teplárna v porcelánce, první mateřská škola a ustanovena byla domovní správa. Stará obecná škola musela urychleně zřizovat pro nával nově přistěhovaných dětí další provizorní třídy mimo vlastní budovu.
I místní koupaliště zaznamenalo velkou přeměnu byla vybudována nová budova s kabinami, písečná pláž se skluzavkami a za koupáním sem začali houfně jezdit i Karlovaráci. O nedělích bylo nutno z Karlových Varů do Nové Role vypravovat zvláštní vlak.
V letech 1961–1962 byly postupně dokončeny oba pavilóny nové základní školy, tělocvična a školní jídelna. V červnu roku 1961 došlo k ekologické havárii na Rolavě. Na horním toku došlo k protržení hráze kalojemu národního podniku Jáchymovské doly – čistička ve Vysoké Peci. Celé povodí Rolavy bylo zamořeno radioaktivním bahnem. Následky této havárie se odstraňovaly velmi dlouhou dobu.
Vesnice Nová Role se změnila během tří let natolik, že k 6. dubnu 1964 byla vyhlášena městem. V dalších letech se stěhuje MěNV, pošta, spořitelna, knihovna, kino a restaurace do nové budovy „Domu kultury“. V rámci akce „Z“ dochází k budování dalších staveb. Postupně je otevírána Lidová škola umění, výrobní hala komunálních služeb, později (v 80. letech dvacátého století) vybudovala TJ Nová Role sportovní halu a fotbalové hřiště. Díky těmto možnostem došlo k značnému rozvoji kulturní, sportovní a zájmové činnosti. Byly zakládány svazy a organizace. Roku 1968 bylo zřízeno středisko „Junák“, které však bylo dva roky na to zakázáno.
V roce 1960 došlo i ke změnám v samosprávní regionalizaci. Roku 1980 byl Novorolský rybník převeden do katastrálního území Nová Role.
21. srpen 1968 prožilo město plno vzruchu. Toho dne zástupci okupační Sovětské armády vyjednávali na MěNV a bylo přikázáno zajistit klid a pořádek ve městě. Okupační vojska byla usídlena po mnoho dnů v lesích u Jimlíkova a jejich auta denně vyjížděla patrolovat po okolí a sledovala, jak se chová místní obyvatelstvo. Podobně jako většina míst v republice byla i Nová Role polepena a popsána protestními slogany proti okupantům. Během několika týdnů se situace uklidnila a život šel dál.
Celkem nevzrušivý „normalizační“ vývoj pokračoval v 70. i 80. letech dvacátého století. Město se dále stavebně rozvíjelo i když zdaleka ne tak dynamicky jako v letech šedesátých. Volby spolehlivě vyhrávaly strany Národní fronty v čele s KSČ. Zdálo se, že se komunistům podařilo vývoj dokonale zakonzervovat a že už vše zůstane na věčné časy.

## Přírodní poměry

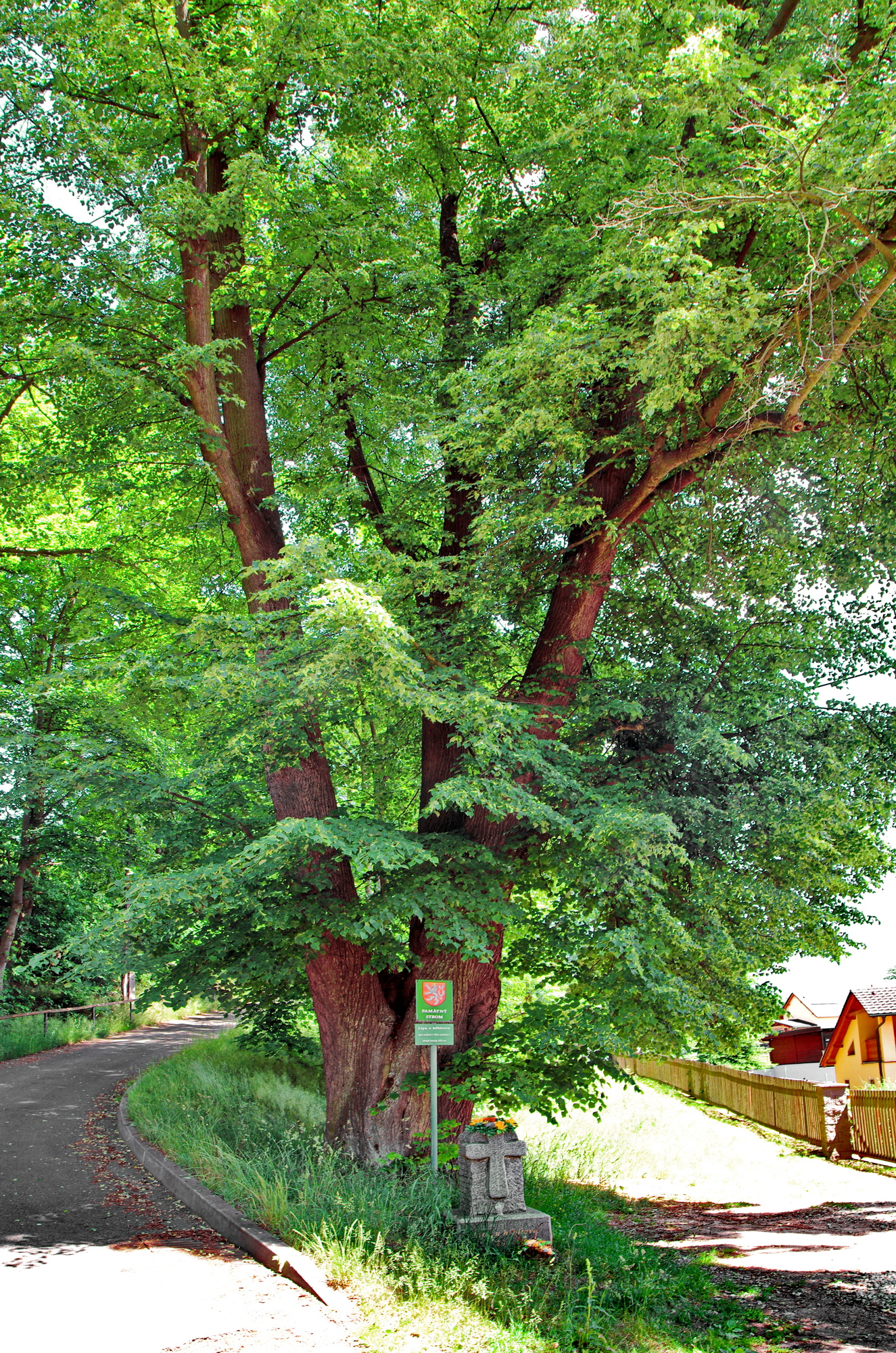
Památná lípa u hřbitova

Město se nachází v Podkrušnohoří, je historicky proslaveno výrobou porcelánu a nedalekou těžbou kaolínu.

### Podnebí
Podnebí je zde přechodného středoevropského typu s výraznými oceánskými vlivy. Převládá zde západní až jihozápadní proudění vzduchových hmot. Průměrná roční teplota je 7,6 °C, přičemž lednový průměr se pohybuje okolo −2 °C a červencový okolo 17 °C. srážky dosahují v průměru 600–700 mm za rok.

### Povrch
Nová Role a její blízké okolí leží na rozhraní dvou geomorfologických útvarů. Na severu je to oblast Nejdecké vrchoviny, která je součástí Krušných hor, na jihu přechází region do podkrušnohorské pánevní oblasti, zde konkrétně do oblasti Sokolovské pánve. Směrem na sever je povrch více členitý a lesnatý. Na jihu je reliéf jen mírně zvlněný a území je využíváno hlavně k zemědělství nebo se zde nachází oblast těžby.

### Geologická stavba
Území Novorolska patří třem geologickým jednotkám. Na severu je to na povrch vystupující Karlovarský žulový masiv, reprezentovaný středně zrnitou biotitickou žulou (krušnohorský typ) a hrubozrnnou žulou horského typu. Oba typy žul provází místy žulové porfyry a křemenné žíly. Na jihu a jihovýchodě oblasti jsou žulové horniny masivu do značné hloubky kaolinizovány a překryty sedimenty Sokolovské pánve, které umožnily zachování dříve plošně mnohem rozsáhlejších kaolínových horizontů. Zachovalé denudační relikty kaolinizovaných žul mají v současnosti velký význam jako světoznámá ložiska kvalitních keramických kaolínů (ložiska Jimlíkov, Božičany a další). Odpadní písky po plavení kaolínů jsou použitelné jako stavební písky.

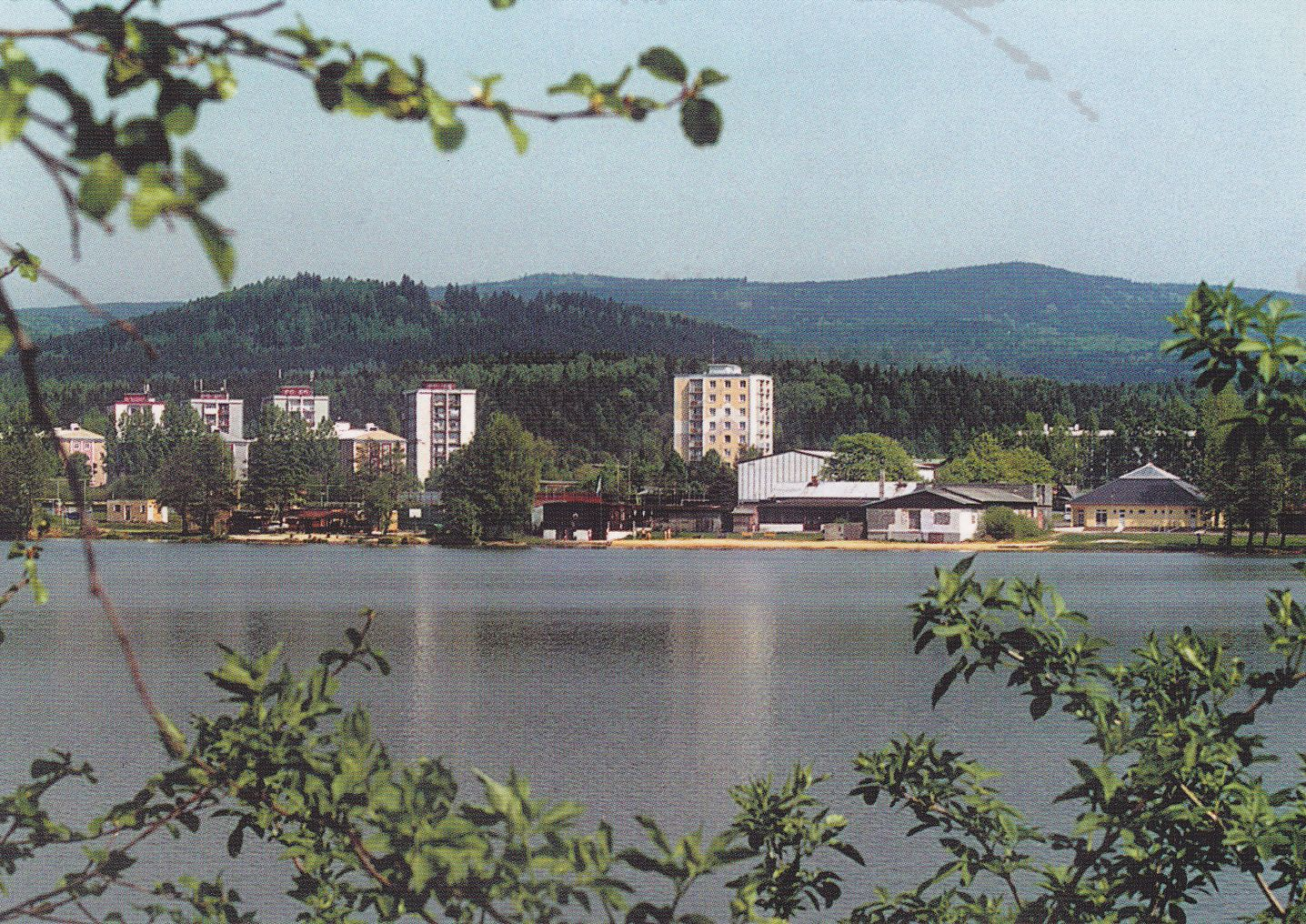
Pohled na Novou Roli přes koupaliště

### Vodstvo
Protéká zde říčka Rolava, která je však na většině území města svedena do regulovaného koryta, jehož hráz vybízí k procházkám. Kvalita vody v řece se oproti osmdesátým letům 20. století výrazně zlepšila. Na západním okraji města se nachází Novorolský rybník (koupaliště) o rozloze 22 hektarů, který přiléhá ke zdejší chatařské oblasti. Ten je napájen vodou z Vlčího potoka.

### Životní prostředí

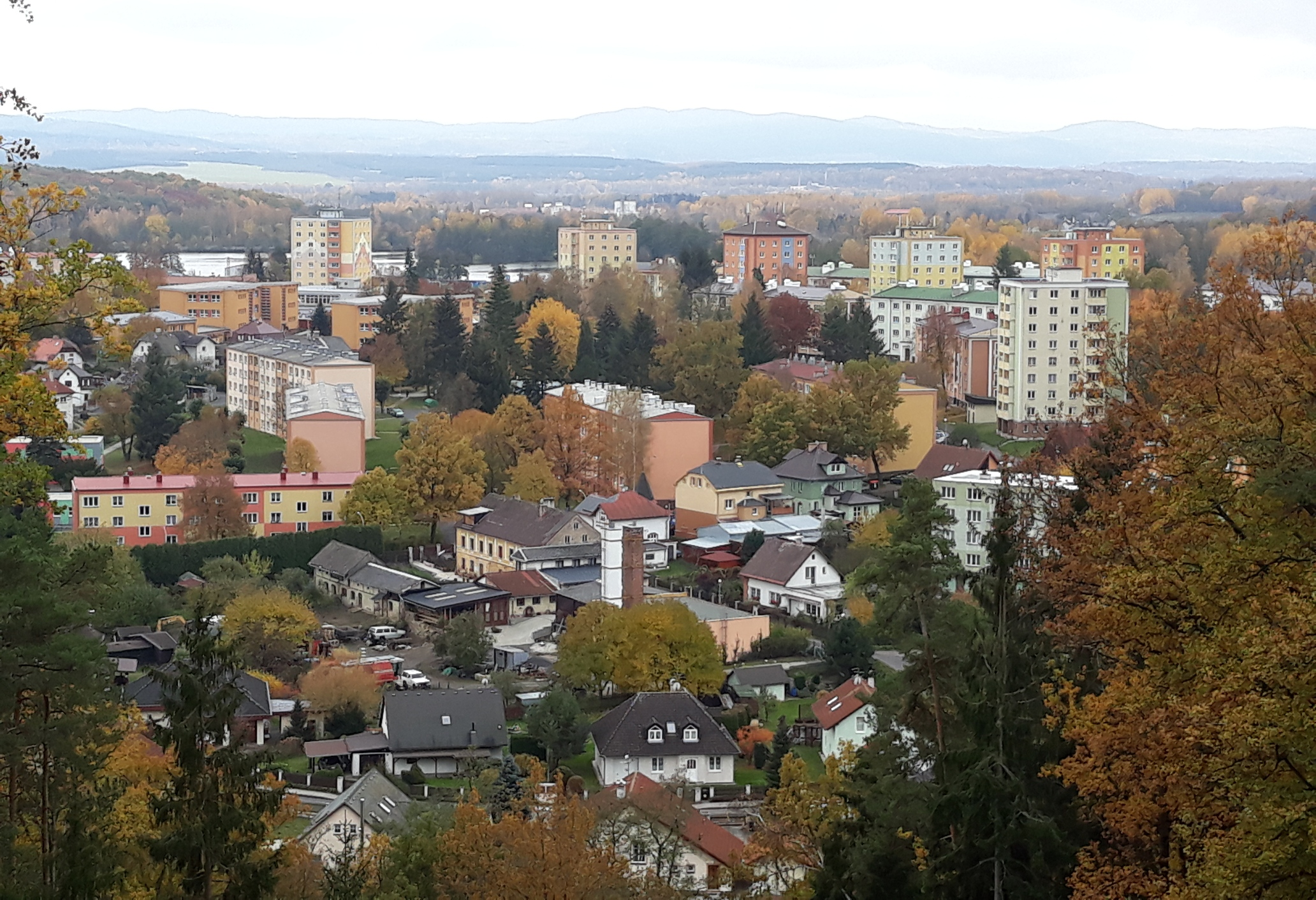
Pohled ze zalesněného kopce severně od Nové Role (říjen 2020)

Zdejší životní prostředí je v uspokojivém stavu, vyskytují se zde vlivy vyplývající z těžební činnosti v okolí města. Poblíž města na západě je stále využívaná Smolnická výsypka, na které v současné době probíhají lesnické rekultivace. Lesy v okolí města jsou v poměrně dobrém stavu, i když i zde jsou některé černé skládky. Převažují zde smrkové porosty promíchané buky, břízami, duby a borovicemi. Podél vodních zdrojů rostou olše a vrby. Přímo ve městě jsou vysázeny mimo jiné i lípy.

## Obyvatelstvo
| Rok            | 1869 | 1880 | 1890  | 1900  | 1910  | 1921  | 1930  | 1950  | 1961  | 1970  | 1980  | 1991  | 2001  | 2011  | 2021  |
| -------------- | ---- | ---- | ----- | ----- | ----- | ----- | ----- | ----- | ----- | ----- | ----- | ----- | ----- | ----- | ----- |
| Počet obyvatel | 779  | 927  | 1 068 | 1 388 | 1 583 | 1 458 | 1 859 | 1 156 | 2 569 | 4 578 | 4 467 | 3 888 | 4 048 | 3 920 | 4 046 |
| Počet domů     | 131  | 149  | 158   | 177   | 199   | 207   | 277   | 296   | 253   | 289   | 285   | 317   | 342   | 435   | 589   |

## Městská správa

### Místní části
- Jimlíkov
- Mezirolí
- Nová Role

Od 1. ledna 1976 do 23. listopadu 1990 k městu patřily i Děpoltovice a Nivy a od 1. ledna 1981 do 23. listopadu 1990 také Božičany.

### Městské symboly
Znak města je historický, vlajka byla městu udělena rozhodnutím předsedy Poslanecké sněmovny Parlamentu České republiky dne 9. dubna 2002.

## Doprava
Dopravní obslužnost města je velmi dobrá.

### Silnice
Městem prochází silnice II/209. Jsou zde provozovány autobusové linky na trasách Karlovy Vary – Nová Role a Chodov – Ostrov nad Ohří.

### Železnice
Spojení města s okolím zajišťuje  železniční trať Karlovy Vary – Johanngeorgenstadt a málo využívaná železniční trať Chodov – Nová Role. 

## Hasiči
Sbor dobrovolných hasičů byl založen 10. srpna 1881. Historie sboru je k dispozici na webu hasičů.

## Průmysl
Na území obce se nachází jedna z největších porcelánek ve střední Evropě, která se specializuje především na porcelán pro domácnosti a hotelový porcelán pod značkou „Thun“. Byla založená v roce 1921 a původně se nazývala Bohemia. Především v katastrálním území Jimlíkov probíhá těžba kaolinu, který se prodává pod tradiční značkou „Sedlecký Kaolín“. Úprava vytěženého kaolinu probíhá v nedaleké obci Božičany.

## Kultura
Od roku 2009 se na pláži novorolského rybníka koná hudební festival Rock iN Roll. Další tradiční akcí je country-folkový festival Novorolská valcha. Koncem září probíhá ve městě Michalská pouť.

## Sportovní kluby a oddíly
- Fotbalový klub FK Nová Role.[9]
- Oddíl vzpírání.[10]

## Pamětihodnosti
- románsko-gotický Kostel svatého Michaela, původně z 13. století, přestavěný v 16. a 18. století.[11]
- památná lípa u hřbitova.

## Partnerská města
- Rittersgrün, Německo